# Тейлор, Вероника
Вероника Тейлор (англ. Veronica Taylor; род. 4 декабря 1965 или 9 апреля 1969, Нью-Йорк, Нью-Йорк) — американская актриса озвучивания, занимающаяся в основном дубляжем аниме и компьютерных игр. Наиболее известна дубляжем Эша Кетчума — главного героя аниме-сериала «Покемон» (1997—2005). Официальный голос (в английском дубляже) Сейлор Плутон с 2015 года по настоящее время.

## Биография
Кэтлин Мак-Инерни (настоящее имя актрисы) родилась 4 декабря 1965 года в Нью-Йорке (США). С детства мечтала стать актрисой. После школы окончила Католический университет Америки (где играла в футбольной команде Католик Университи Кардиналс) и Брандейский университет. В юности играла в театрах, гастролируя по стране с труппой National Players, но в итоге вернулась в родной Нью-Йорк и с 1985 года начала карьеру актрисы озвучивания, взяв псевдоним Вероника Тейлор. И отец и мать Вероники также окончили Католический университет Америки, и также играли в National Players.
В 1998 году незамужняя Тейлор родила дочь, которую назвала Рина. До 2015 года они жили в Нью-Йорке, после чего переехали в Лос-Анджелес.
По состоянию на апрель 2019 года Вероника Тейлор приняла участие в дублировании и озвучивании 177 аниме, мультфильмов, мультсериалов, фильмов и игр.

## Избранная фильмография

### Дубляж аниме
- 1985 — Ночь на Галактической железной дороге — Джованни
- 1985—1986 — Area 88 — Рёко Цугумо[4] (в 3 сериях, под именем Кэтлин Макинерни)
- 1988 — Могила светлячков — Мать
- 1988—1990 — Дьявольский проект Зеораймер[англ.] — Мику Химуро (в 4 сериях)
- 1989 — Легенда Лемнира[англ.] — Лиан
- 1989, 1991 — Девичья сила[англ.] — Мелоди / Фортин / Митти (в 3 аниме)
- 1990 — Полиция будущего — разные роли (в 5 сериях)
- 1992 — Разрушение континента[англ.] — Лакши
- 1992 — RG Veda — Айзэнмё
- 1993—1996, 2014—2016 — Сейлор Мун — Сейлор Плутон / прочие персонажи (в 33 сериях первого сериала, 18 сериях второго сериала и 2 полнометражных аниме)
- 1994 — YuYu Hakusho — Ботан
- 1997 — Король храбрецов Гаогайгар[англ.] — Мамору Амами (в серии Birth of the King of Braves)
- 1997 — Kimba the White Lion — Лира
- 1997—2005 — Покемон — Эш Кетчум / Делия Кетчум / Мэй / различные покемоны (в 414 сериях)
- 1998 — Берсерк[англ.] — Гриффит в молодости (в серии Eve of the Feast[англ.])
- 1998 — Покемон: Фильм первый — Эш Кетчум / прочие персонажи
- 1998—1999 — Он и она и их обстоятельства — Юкино Миядзава (в 26 сериях)
- 1999 — К сердцу — Аои Мацубара (в 13 сериях)
- 1999 — Легенда о Химико — Химико Химэдзима (в 12 сериях)
- 1999 — Harlock Saga — Эмеральдас[5], Фрейя[6]
- 2000 — Покемон 3 — Эш Кетчум / Делия Кетчум
- 2000 — Обитель Ангелов — Кураи (в 3 сериях)
- 2000 — Покемон: Мьюту возвращается[англ.] — Эш Кетчум
- 2000 — Maetel Legend — Эмеральдас[7]
- 2000, 2002 — Kinnikuman — разные роли (в 2 сериях)
- 2000—2003 — One Piece. Большой куш — Нико Робин / мисс Воскресенье (в 32 сериях)
- 2001 — Инопланетяне в школе № 9 — Мэгуми Хисакава
- 2001 — Покемон 4[англ.] — Эш Кетчум / Това
- 2001 — Югио: Дуэльные монстры[англ.] — Кэнта (в 2 сериях)
- 2001 — Kai Doh Maru — Мэйко
- 2001—2002 — Король-шаман — Тамми / Тильда / Тамара (в 4 сериях)
- 2001—2003 — Боепродукты, к бою![англ.] — Диа / Клаудия (в 25 эпизодах)
- 2002 — Фортепиано[англ.] — Хитоми Номура (в 10 сериях)
- 2002 — Фубуки, лучшая в аркадах[англ.] — Фубуки Сакурагасаки (в 4 сериях)
- 2002 — Seven of Seven — разные роли (в 3 сериях)
- 2002 — Tokyo Mew Mew — разные роли (в 2 сериях)
- 2002 — Samurai Deeper Kyo — Сиина Юя (в 26 сериях)
- 2002 — Pokémon Heroes — Эш Кетчум / зрительница

### Озвучивание и дубляж не-японских мультфильмов и мультсериалов
- 1995—1996 — Занимательные истории про кота Феликса[англ.] / The Twisted Tales of Felix the Cat — дети / эпизодические голоса (в 3 эпизодах, в титрах не указана)
- 2002 — Мальчик, который хотел быть медведем[фр.] / Drengen der ville gøre det umulige / L'enfant qui voulait être un ours — мать-эскимоска

### Озвучивание и дубляж компьютерных игр
- 1999 — Super Smash Bros. — покемон Голдин (в титрах не указана)
- 1999 — Pokémon Snap — покемон Голдин (в титрах не указана)
- 1999 — Valkyrie Profile — Фрейя / Джейли / Аэлия / прочие персонажи
- 2000 — Pokémon Puzzle League — Эш Кетчум (в титрах не указана)
- 2001 — Shadow Hearts[англ.] — Элис Эллиот / Маргарита Гертруда Зелле
- 2002 — Ape Escape 2[англ.] — Джимми / Розовая Обезьяна

### Прочие работы
- 2008 — Приключения в озвучке / Adventures in Voice Acting — в роли самой себя (док. фильм, вышел сразу на DVD)
- Тейлор начитала ряд аудиокниг авторов Джуди Блум, Венди Масс[англ.], Даниэла Стил, Линда Кастильо[англ.], Расселл Гиннс[англ.], Луиза Эрдрих[англ.], Мэри Кэй Эндрюс[англ.], Гейл Форман и других[3][8].